# Episodi di Murder Call (terza stagione)
La terza stagione della serie televisiva Murder Call è stata trasmessa in anteprima in Australia dalla Nine Network tra il 21 aprile 1999 e il 9 ottobre 2000.
| nº | Titolo originale    | Titolo italiano              | Prima TV Australia | Prima TV Italia |
| -- | ------------------- | ---------------------------- | ------------------ | --------------- |
| 1  | Dead Offerings      | Lezioni di omicidio          | 21 aprile 1999     |                 |
| 2  | Evil Chances        | Il calcolo delle probabilità | 28 aprile 1999     |                 |
| 3  | Tongue Tied         | Gli omicidi della canonica   | 5 maggio 1999      |                 |
| 4  | Dying Day           | Correndo nel parco           | 12 maggio 1999     |                 |
| 5  | Death in the Family | Foto di famiglia             | 19 maggio 1999     |                 |
| 6  | Death Down Market   | Le due sorelle               | 2 giugno 1999      |                 |
| 7  | A Blow to the Heart | Virus letale                 | 16 giugno 1999     |                 |
| 8  | Bad Business        | Le macchine dei peccati      | 30 giugno 1999     |                 |
| 9  | Hide & Seek         | Scelta obbligata             | 14 luglio 1999     |                 |
| 10 | Booming Business    | Versi esplosivi              | 28 luglio 1999     |                 |
| 11 | Cut & Dried         | Il club dei cacciatori       | 4 agosto 1999      |                 |
| 12 | A Stab in the Dark  | Rumori molesti               | 14 agosto 2000     |                 |
| 13 | Grave Matters       | Silenzio di tomba            | 21 agosto 2000     |                 |
| 14 | Paid in Full        | Onora il padre               | 28 agosto 2000     |                 |
| 15 | Last Act            | L'ultima recita              | 4 settembre 2000   |                 |
| 16 | Scent of Evil       | L'odore della morte          | 11 settembre 2000  |                 |
| 17 | Still Life          | Il tocco dell'artista        | 18 settembre 2000  |                 |
| 18 | Absent Friends      | Alle amiche assenti          | 25 settembre 2000  |                 |
| 19 | House of Spirits    | Ritorno all'aldilà           | 2 ottobre 2000     |                 |
| 20 | Done to Death       | Morte nel solarium           | 9 ottobre 2000     |                 |